# BRM P126
BRM P126 — шасси команды British Racing Motors в Формуле-1 (сезоны 1968 и 1969).

## 1968
После провала BRM в сезоне 1967 Формулы-1 вместо британского гонщика Джеки Стюарта, ушедшего в команду Matra International, в команду был взят мексиканец Педро Родригес. Майк Спенс остался в составе, однако на Гран-при ЮАР 1968 года — первой гонке сезона — он вышел на BRM P115. Родригес же использовал BRM P126. В этой гонке оба сошли с дистанции. 

В мае Майк Спенс разбился насмерть в гонке 500 миль Индианаполиса. По причине этой трагедии на Гран-при Испании 1968 года за British Racing Motors выступал только Педро Родригес. Уже на этом этапе Родригес вышел на новом шасси — BRM P133. Гонщик команды Reg Parnell Racing — Пирс Каридж — принял участие в Гран-при Испании на BRM P126. Он сошёл с трассы по техническим причинам. 

Британский гонщик Ричард Этвуд был взят в British Racing Motors и дебютировал на Гран-при Монако 1968 года. За рулём BRM P126 Этвуд, стартовав с шестого места, пришёл вторым. Это был первый подиум BRM c момента Гран-при Франции 1967 года. Однако на Гран-при Бельгии Ричард Этвуд не дошёл до финиша, а на Гран-при Нидерландов финишировал вне очковой зоны. Также на BRM P126 во всех этих этапах ездил частник Пирс Каридж. Ему не удалось финишировать ни в одной из трёх гонок. 

Каридж набрал 1 очко за шестое место на Гран-при Франции в Руане. Там же Ричард Этвуд снова стал седьмым. На Гран-при Великобритании очков команде British Racing Motors набрать не удалось (лучшим результатом стало восьмое место Пирса Кариджа). На Гран-при Германии единственным гонщиком BRM, набравшим очки, стал Педро Родригес (BRM P133). После этого Ричард Этвуд был заменён в составе British Racing Motors на американца Бобби Анзера. На Гран-при Италии 1968 года Пирс Каридж занял четвёртое место. 

Но это были последние очки, набранные на BRM P126: на Гран-при Канады Каридж сошёл с дистанции из-за проблем с трансмиссией. Не финишировал он и на Гран-при США и Мексики. Бобби Анзер на Гран-при США использовал BRM P126 только в квалификации, а в гонке стартовал на BRM P138. В итоге Пирс Каридж занял 20-е, а Ричард Этвуд — 13-е место в сезоне. Несмотря на это, British Racing Motors стали пятыми в Кубке Конструкторов, набрав 28 очков. Большинство из них набрал ставший шестым Педро Родригес, проведший большинство гонок сезона на BRM P133.

## 1969
Педро Родригес после сезона 1968 перешёл в команду Reg Parnell Racing. Вместо него в British Racing Motors были взяты британские гонщики Джон Сёртис (чемпион мира 1964 года) и Джеки Оливер. Команда в сезоне 1969 Формулы-1 использовала модели BRM P133, P138 и P139. 

Родригес провёл три начальных гонки сезона 1968 Формулы-1 (Гран-при ЮАР, Испании и Монако) на BRM P126, не дойдя до финиша ни в одной из них. После этого он ушёл из команды, а в середине сезона подписал контракт с командой Scuderia Ferrari.

## Результаты выступлений
| Легенда к таблице |                                                                    |
| --- | ------------------------------------------------------------------ |
| В таблице перечислены результаты всех Гран-при Формулы-1, в которых использовался автомобиль. Строками таблицы являются сезоны, столбцами — этапы чемпионата мира. В каждой клетке указаны сокращённое название этапа и результат, дополнительно обозначенный цветом. Расшифровка обозначений и цветов представлена в нижеследующей таблице. |                                                                    |
| \| Пример \| Описание \| \| ------------ \| ------------------------------------------------------------------ \| \| 1 \| Победитель \| \| 2 \| Второе место \| \| 3 \| Третье место \| \| 5 \| Финишировал, заработав очки \| \| Сход \| Не финишировал, но при этом заработал очки \| \| 12 \| Финишировал, не получив очков \| \| НКЛ \| Финишировал, но не попал в финальную классификацию \| \| 15 \| Участвовал вне зачёта, либо по отдельной классификации \| \| 18 \| Не финишировал, но попал в финальную классификацию \| \| Сход \| Не финишировал \| \| НКВ \| Не прошёл квалификацию \| \| НПКВ \| Не прошёл предквалификацию \| \| ДСК \| Дисквалифицирован \| \| ИСК \| Исключён из протокола соревнований \| \| ТТ \| Заявлен для участия только в тренировках \| \| НС \| Участвовал в квалификации, но не стартовал в гонке \| \| Т \| Травмирован или болен \| \| ОТК \| Отказ от участия \| \| НТР \| Прибыл на соревнования, но на трассу не выезжал \| \| НПР \| Был заявлен в числе участников, но не прибыл к началу соревнований \| \| О \| Соревнования отменены \| \| \| Не участвовал \| \| Поул-позиция \| \| \| Быстрый круг \| \| |                                                                    |
| Пример | Описание                                                           |
| 1 | Победитель                                                         |
| 2 | Второе место                                                       |
| 3 | Третье место                                                       |
| 5 | Финишировал, заработав очки                                        |
| Сход | Не финишировал, но при этом заработал очки                         |
| 12 | Финишировал, не получив очков                                      |
| НКЛ | Финишировал, но не попал в финальную классификацию                 |
| 15 | Участвовал вне зачёта, либо по отдельной классификации             |
| 18 | Не финишировал, но попал в финальную классификацию                 |
| Сход | Не финишировал                                                     |
| НКВ | Не прошёл квалификацию                                             |
| НПКВ | Не прошёл предквалификацию                                         |
| ДСК | Дисквалифицирован                                                  |
| ИСК | Исключён из протокола соревнований                                 |
| ТТ | Заявлен для участия только в тренировках                           |
| НС | Участвовал в квалификации, но не стартовал в гонке                 |
| Т | Травмирован или болен                                              |
| ОТК | Отказ от участия                                                   |
| НТР | Прибыл на соревнования, но на трассу не выезжал                    |
| НПР | Был заявлен в числе участников, но не прибыл к началу соревнований |
| О | Соревнования отменены                                              |
| | Не участвовал                                                      |
| Поул-позиция |                                                                    |
| Быстрый круг |                                                                    |

| Год  | Шасси    | Команда                  | Ш | Гонщики        | 1    | 2    | 3    | 4    | 5    | 6   | 7    | 8   | 9   | 10   | 11   | 12   | Место | Очки |
| ---- | -------- | ------------------------ | - | -------------- | ---- | ---- | ---- | ---- | ---- | --- | ---- | --- | --- | ---- | ---- | ---- | ----- | ---- |
| 1968 | BRM P126 | Owen Racing Organisation | G |                | ЮАР  | ИСП  | МОН  | БЕЛ  | НИД  | ФРА | ВЕЛ  | ГЕР | ИТА | КАН  | США  | МЕК  | 5     | 28   |
| 1968 | BRM P126 | Owen Racing Organisation | G | Педро Родригес | Сход |      |      |      |      |     |      |     |     |      |      |      | 5     | 28   |
| 1968 | BRM P126 | Owen Racing Organisation | G | Майк Спенс     |      | НПР  |      |      |      |     |      |     |     |      |      |      | 5     | 28   |
| 1968 | BRM P126 | Owen Racing Organisation | G | Ричард Эттвуд  |      |      | 2    | Сход | 7    | 7   | Сход | 14  |     |      |      |      | 5     | 28   |
| 1968 | BRM P126 | Owen Racing Organisation | G | Бобби Анзер    |      |      |      |      |      |     |      |     | НТР |      |      |      | 5     | 28   |
| 1968 | BRM P126 | Reg Parnell Racing       | G | Пирс Каридж    |      | Сход | Сход | Сход | Сход | 6   | 8    | 8   | 4   | Сход | Сход | Сход | 5     | 28   |
| 1969 | BRM P126 | Reg Parnell Racing       | G |                | ЮАР  | ИСП  | МОН  | НИД  | ФРА  | ВЕЛ | ГЕР  | ИТА | КАН | США  | МЕК  |      | 5     | 7    |
| 1969 | BRM P126 | Reg Parnell Racing       | G | Педро Родригес | Сход | Сход | Сход |      |      |     |      |     |     |      |      |      | 5     | 7    |